# 住民
住民（じゅうみん）とは、特定の土地に住む人、もしくは人の集団のことである。
住民は、その土地で行われる習俗、習慣、伝統の行事を維持、保存していく担い手であり、またその土地の開発、発展、事件に直接の利害関係を持つ。その利益が侵害される可能性のある場合には、個人、もしくは集団でその権益を守るための行動を起こすこともある。

## 日本の法律における住民

### 日本国内における住民
日本国内において住民とは、地方公共団体（都道府県市町村など）の区域内に住所を有するものを指す。所属する自治体により都道府県の場合はそれぞれ都民・道民・府民・県民、市区町村の場合は市民・区民・町民・村民という。
地方公共団体における住民は、地方自治法に基づき地方公共団体（都道府県、市町村、特別区）の首長の解任請求や、地方公共団体の重大な決定につき住民投票で、直接にその意見を表明することもある。
多くの市町村と特別区では、各地域住民の常時の自治と連絡、ネットワークのために市区町村住民協議会などの組織がある。その下部組織に町内会（自治会）、組といったものがある。またそうした団体、組織の集会所としては、校区センター、公民館などが使用される。

### 地方自治法での住民
- 住民とは、区域内に住所がある者で、自然人、法人、国籍を問わない。
  - 選挙権・被選挙権
  - 直接請求権
選挙権を持つ日本国民に限られる。
  - 住民監査請求
  - 住民訴訟
  - 特別法の住民投票

## インターネット用語
インターネットスラングでは、特定の電子掲示板（例・2ちゃんねる、Yahoo!掲示板／ニュース等）の常駐的な利用者を、その掲示板の住民と呼ぶ。「住人」とも。この用法はあやしいわーるど発祥といわれる。